# Not Safe for Work
Not Safe for Work (bra: Negócios Mortais) é um filme norte-americano de 2014, do gênero suspense, dirigido por Joe Johnston, com roteiro de Simon Boyes e Adam Mason e estrelado por Max Minghella, JJ Feild, Eloise Mumford e Christian Clemenson.

## Sinopse
Após ser demitido, Tom Miller retorna ao escritório e descobre que o local foi invadido por um assassino perigoso. Tentando escapar, ele acaba encontrando segredos obscuros sobre o próprio trabalho que confirmam as suspeitas que já tinha.

## Elenco
- JJ Feild como o Assassino
- Max Minghella como Thomas Miller
- Eloise Mumford como Anna Newton
- Christian Clemenson como Alan Z. Emmerich
- Tom Gallop como Roger Crawford
- Brandon Keener como Moyers
- Marina Black como Lorraine Gambizzi
- Eme Ikwuakor como Accomplice/Cop
- Michael Gladis como John Ferguson
- Alejandro Patino como Fernando
- Molly Hagan como Janine
- Tim Griffin como Hitman

## Produção
O filme foi anunciado em 1 de fevereiro de 2012, como um triller de baixo orçamento, com Joe Johnston definido para dirigir. Em 13 de fevereiro de 2012, foi relatado que Max Minghella estava em negociações para protagonizar o protagonista do filme, com Eloise Mumford em negociações para interpretar sua namorada.
Em 24 de fevereiro de 2012, foi relatado que JJ Feild, Tom Gallop e Christian Clemenson haviam se juntado ao elenco. Feild já havia trabalhado com Johnston em Capitão América: O Primeiro Vingador.
As gravações tiveram início em março de 2012. O filme estava em fase de pós-produção em agosto de 2012.

## Lançamento
Em 6 de junho de 2013, foi relatado que o filme não seria exibido em salas, mas teria um lançamento de VOD em data não especificada.
Em 3 de fevereiro de 2014, o cartaz do filme foi lançado, juntamente com a notícia do lançamento do DVD em 15 de abril de 2014. Em 23 de fevereiro de 2014, um trailer do filme foi lançado.
O filme foi lançado nos Estados Unidos em DVD em 9 de maio de 2014. Em 9 de setembro de 2014, foi anunciado que o filme seria lançado digitalmente em outubro de 2014.